# Scots Grey
Scots Grey là một giống gà nội địa có nguồn gốc từ Scotland, nơi nó được nuôi trong hơn hai trăm năm. Giống này trước đây được gọi là Scotch Grey và cho đến khoảng năm 1930 là phổ biến ở Scotland. Giống gà này nằm trong danh sách "Các giống gia cầm bản địa có nguy cơ bị rủi ro" của Rare Breeds Survival Trust.

## Đặc điểm
Gà Scots Grey là một loại gà cao, thẳng đứng. Ngoài chiều cao ra, nó cũng tương tự như giống gà Scots Dumpy. The Scots Grey có một mào. Mặt, dái tai và mào có màu đỏ tươi, và mỏ và thân có màu trắng, đôi khi được thêm sọc màu đen.
Bộ lông có vân. Màu nền là màu xám thép, và vân có màu đen với ánh kim loại. Mặc dù cả gà trống và gà mái đều có vân giống nhau (ngoại trừ các đặc điểm thứ cấp), các vân là lớn hơn ở gà mái so với gà trống, và có thể có hình dạng sọc.
Gà Scots Grey được xếp vào nhóm giống gà nhẹ: gà trống nặng khoảng 3,2 kg (7 lb) và gà mái nặng khoảng 2,25 kg (5 lb).
Có một giống gà Scots Grey bantam. Gà trống nặng 620–680 gram (22–24 oz) và gà mái nặng 510–570 g (18–20 oz); với đặc điểm khác tương tự như gà có kích thước chuẩn.

## Ứng dụng
Giống gà Scots Grey là một giống hai mục đích, vừa dùng cho đẻ trứng và lấy thịt.